# Liodessus cancellosus
Liodessus cancellosus är en skalbaggsart som beskrevs av Guignot 1957. Liodessus cancellosus ingår i släktet Liodessus och familjen dykare. Inga underarter finns listade i Catalogue of Life.